# Штайнхубер, Андреас
Андреас Штайнхубер (нем. Andreas Steinhuber; 11 ноября 1824, Уттлау, королевство Бавария — 15 октября 1907, Рим, королевство Италия) — немецкий куриальный кардинал, папский сановник и иезуит. Префект Священной Конгрегации индульгенций и священных реликвий с 12 декабря 1895 по 1 октября 1896. Префект Священной Конгрегации Индекса с 1 октября 1896 по 15 октября 1907. Кардинал in pectore с 16 января 1893 по 18 мая 1894. Кардинал-дьякон с 18 мая 1894, с титулом церкви Сант-Агата-алла-Субурра с 21 мая 1894. Кардинал-протодьякон с 29 марта 1907.